# PGC 37752
LEDA/PGC 37752 ist eine elliptische Galaxie vom Hubble-Typ E/S0 im Sternbild Hydra südlich der Ekliptik. Sie ist schätzungsweise 83 Millionen Lichtjahre von der Milchstraße entfernt und bildet gemeinsam mit zehn weiteren Galaxien die IC 764-Gruppe (LGG 271).
Im selben Himmelsareal befindet sich die Galaxie IC 760.